# Zodiac - Il segno dell'apocalisse
Zodiac - Il segno dell'apocalisse (Zodiac: Signs of the Apocalypse) é un film per la televisione canadese del 2014 diretto da W.D. Hogan.

## Trama
Il professore di archeologia Neil Martin viene convinto dal figlio Colin di tornare sul campo, accettando un incarico offerto da Katyryn Keen che riguarda una scoperta in una miniera di piombo in Perù, fino a quando dei cataclismi globali non iniziano a distruggere il globo.